# Max Stiepl
Maximilian Stiepl, detto Max (23 marzo 1914 – 27 agosto 1992), è stato un pattinatore di velocità su ghiaccio austriaco.

## Palmarès

### Olimpiadi invernali
- Bronzo a Garmisch-Partenkirchen 1936 nei 10000 metri.